# Brian Capron
Brian Capron (Eye, 11 febbraio 1947) è un attore britannico.
Ha iniziato la sua carriera durante gli anni settanta ed è principalmente noto per il film La carica dei 101 - Questa volta la magia è vera.

## Filmografia
- Still Crazy, regia di Brian Gibson (1998)
- Emma, regia di Douglas McGrath (1996)
- La carica dei 101 - Questa volta la magia è vera (101 Dalmatians), regia di Stephen Herek (1996)

## Doppiatori italiani
Nelle versioni in italiano dei suoi lavori, Brian Capron è stato doppiato da:
- Gabriele Martini ne La carica dei 101 - Questa volta la magia è vera